# Trunks
Trunks Briefs (トランクスブリーフ, Torankusu Burīfu) é um personagem fictício do mangá e anime Dragon Ball criado por Akira Toriyama. Ele fez sua estreia no capítulo 331 conhecido como O Jovem Misterioso (謎 の 少年, Nazo no Shōnen ?), publicado pela primeira vez na revista Weekly Shōnen Jump em 15 de julho de 1991. Existem dois Trunks na série, sendo que o primeiro que apareceu foi o Trunks do Futuro (未来のトランクス, Mirai no Torankusu?), a versão adulta que viajou no tempo para avisar os Guerreiros Z sobre a ameaça de inimigos mortais, os Androides. Essa versão também participa de Dragon Ball Super depois de escapar de Goku Black. A outra versão é o Kid Trunks, versão criança do presente e que participa de Dragon Ball GT. Ele apareceu pela primeira vez como um bebê no capítulo 337, O Encontro dos Super Guerreiros  (集 う 超戦 士た ち, Tsudō Super Senshi-tachi ?), publicado em 26 de agosto de 1991.

## Origem do nome
No inglês, "trunks" pode se referir a calções de banho ou shorts esportivos (como "swimming trunks"). Agora, em japonês, a palavra トランクス (torankusu) foi emprestada do inglês e não tem exatamente o mesmo uso cotidiano para calção de banho. Na cultura japonesa, トランクス geralmente se refere a um tipo de cueca boxer (shorts underwear), mais parecido com o que no Brasil chamamos de cueca samba-canção.
Curiosamente, no caso do personagem Trunks de Dragon Ball, o nome é um trocadilho com roupas íntimas, seguindo a tradição do Akira Toriyama de usar nomes de roupas para os Saiyajins e aliados (Bulma = bloomers, etc.).

## Trunks do Futuro

### Linha do Tempo 1
O Trunks do Futuro, veio de uma dimensão catastrófica, 20 anos à frente, onde Goku morreu de um vírus cardíaco e os Guerreiros Z foram assassinados pelos Androides 17 e 18 construídos pelo Dr. Maki Gero, cientista da Força Red Ribbon, que foi destruída por Goku.
Gohan foi o único que sobreviveu e treinou Trunks na esperança de vencerem os Androides. Depois de algum tempo, Gohan também foi morto pelos Androides. Posteriormente, furioso com a morte de Gohan, Trunks se transforma em Super Sayajin. Passados 3 anos, Trunks já tinha sido derrotado várias vezes pelos Androides e então, com uma máquina do tempo construída por Bulma, ele volta ao passado. Lá, ele encontra Freeza e Rei Cold que invadiram a Terra em busca de Goku. Trunks derrota os dois facilmente, após se revelar como Super Saiyajin. Em seguida, ele chama Goku para uma conversa em particular, e avisa sobre os Androides, dando um remédio a Goku para evitar que ele morra de uma doença no coração. Depois disso, Trunks volta ao seu futuro enquanto Goku e os outros treinam para derrotar os Androides.
No entanto, Trunks muda o rumo da história, já que na linha do tempo original, Freeza e Rei Cold deveriam ser derrotados por Goku que, apesar de sua nave demorar algumas horas pra chegar à Terra, ele usaria o teletransporte. A máquina do tempo de Trunks possui uma deficiência que faz com que a dimensão temporal seja duplicada, ocasionando em duas realidades distintas.
Nesta mesma época, o computador do Dr. Gero decide por conta própria reativar um projeto antigo que ele mesmo havia abandonado, o projeto do Androide Cell. Tratava-se de um projeto de um ser biológico criado a partir de células dos maiores lutadores de artes marciais do Universo. O projeto havia sido abandonado porque demandava bastante tempo e Gero se dedicava a outros modelos de Androides. Com a vinda de Freeza e Cold, o computador decidiu coletar as células destes seres para incluir no projeto Cell.
Trunks teria voltado ao passado, onde conseguiria o controle remoto que servia para desativar os Androides e assim, volta para sua época, onde elimina os Androides de sua linha temporal. Nesta mesma época, Cell nasce e começa a absorver os corpos dos seres humanos até ficar forte o suficiente para enfrentar os Androides 17 e 18 e então absorvê-los, mas não os encontra porque eles já foram eliminados. Estando ciente de sua viagem no tempo, Cell assassina Trunks e rouba sua máquina, apertando um botão pré-programado para uma determinada época (um ano antes da época da primeira viagem de Trunks) e assim retorna ao estado de casulo, já que era grande demais para caber na máquina. Com isso, todos os Guerreiros Z acabaram sendo mortos nessa dimensão. Essa seria a linha do tempo original de Dragon Ball, onde todos os fatos teriam ocorrido se não houvesse as interferências temporais causadas pelas viagens de Trunks e Cell.

### Linha do Tempo 2
Em um jogo de video game sabe-se que o Trunks da Linha do Tempo 1 teria voltado para essa época, matado Freeza e Cold; avisado Goku e os Guerreiros Z e posteriormente; ajudado a derrotar os Androides no passado; retornando em seguida para o seu mundo com o controle remoto; onde destruiu os da sua época, mas depois foi assassinado por Cell. na revista Daizenshuu lançada em 1995 é dito que o Cell foi o vencedor do torneio dessa linha do tempo, porém não explica como isso aconteceu.

### Linha do Tempo 3
Essa é a linha do tempo principal em que se passa a história do Universo Dragon Ball. O Cell da Linha do Tempo 1, voltou para essa época, Cell havia chegado um ano antes da chegada do Trunks da Linha do Tempo 4. Assim como na Linha do Tempo 2, esse mesmo Trunks mata Freeza e Rei Cold; avisa sobre os Androides; entrega à Goku o remédio para a doença do coração e depois volta para sua época. Sua vinda no passado, também altera o tempo.
Como resultado disso, Trunks volta ao passado e encontra os Guerreiros Z lutando com Androides diferentes do seu futuro. Estes eram os Androides Nº 19 e Nº 20, (este último era o próprio Dr. Maki Gero). Essa nova volta de Trunks, modifica mais uma vez o futuro. Vegeta destrói o Androide 19, porém o Dr. Gero escapa e chega até seu laboratório para despertar os Androides Nº 17 e Nº 18. Contudo eles não o obedecem e após matarem o Dr. Gero, despertam o Androide Nº 16 (mais um robô que Trunks nunca havia visto no futuro). Vegeta, muito confiante (pois já tinha se transformado em Super Saiyajin) parte atrás dos Androides para lutar. A Androide 18 consegue derrotá-lo, enquanto o Nº 17, vence Trunks e os outros Guerreiros Z, deixando-os a beira da morte. Os Androides ignoram os guerreiros Z e partem atrás de Goku (que estava doente na casa do Mestre Kame). Mais tarde, Trunks disse que os Androides dessa época eram mais poderosos do que aqueles que ele conheceu no futuro e que eles não eram tão cruéis como na sua época.
Alguns dias depois, Trunks, Bulma e Gohan encontram uma outra máquina do tempo que era muito semelhante a de Trunks e descobrem que um monstro havia viajado nela. Logo, Trunks percebe que a máquina estava lá há quatro anos e que foi por causa dela, que o passado mudou tanto. Piccolo, que havia se fundido com Kami-Sama para enfrentar os Androides, encontrou esse ser conhecido como Cell.
De acordo com a história que Cell conta à Piccolo no episódio 143 de Dragon Ball Z, Freeza e Rei Cold foram mortos por Trunks e não por Goku. Esta história difere da história original onde Goku mata Freeza e Cold, apontando que ou houve erro de roteiro, ou Cell, bem como o Trunks assassinado por ele, não pertenciam à mesma linha de tempo do Trunks da história original, nem do Trunks que estava colaborando com os guerreiros do presente.
Cell consegue escapar, após Trunks e Kuririn aparecerem para ajudar Piccolo. Conhecendo a história de Cell, Trunks e Kuririn destroem o laboratório do Dr. Gero e assim, o Cell que nasceria nessa época, deixa de existir. Eles também encontram os planos do Androide 17 e pedem para Bulma construir um controle remoto para destruir os Androides.
Agora, com mais um problema para resolver, Goku, que já tinha se recuperado da doença, leva Trunks e Vegeta para treinarem na Sala do Tempo, para assim superarem a força de um Super Sayajin. Cell derrota Piccolo e consegue absorver o Androide 17, evoluindo para a sua segunda forma. No entanto, Vegeta e Trunks deixam a Sala do Tempo e partem para enfrentá-lo. Vegeta, com seus novos poderes derrota Cell facilmente. Porém, por causa de seu orgulho, ele acaba permitindo que o vilão partisse atrás da Número 18, pois queria um adversário mais forte. Trunks tenta impedi-lo de absorver a Androide 18, mas não consegue, por causa da intervenção de Vegeta. Cell, agora com seu corpo perfeito, derrota Vegeta facilmente e quando está prestes a matá-lo, Trunks entra em ação. Ele mostra que ficou muito mais forte que seu pai, atingindo a forma de Ultra Super Sayajin. Contudo, sua velocidade diminuiu muito e ele acaba sendo derrotado.
Dez dias depois, Trunks participa com os outros Guerreiros Z do "Jogo de Cell", torneio que decidiria o destino da Terra. Gohan, que havia se transformado em Super Saiyajin 2 estava vencendo Cell, até o momento em que ele resolveu se autodestruir e assim, explodir toda a Terra. Goku sacrifica sua vida levando Cell ao planeta do Sr. Kaioh. No entanto, Cell volta à Terra com um poder ainda maior e assassina Trunks. Vegeta, em um ato de fúria por ver seu filho ser morto diante de seus olhos, ataca Cell ferozmente, embora não fosse capaz de vencê-lo. A relação de pai e filho de Vegeta e Trunks foi mostrada ao longo da Saga, como difícil, muito em parte pelo gênio de Vegeta.
Após Gohan vencer o poderoso Cell, Trunks é ressuscitado pelas Esferas do Dragão. Posteriormente, ele fica sabendo por Yamcha que Vegeta tinha partido para cima de Cell quando ele o matou, ganhando assim, admiração por seu pai, que se despediu dele junto com seus amigos. Depois desses eventos, houve a Saga Boo, com o Trunks do Presente, agora com apenas oito anos de idade e Goten, que teria nascido apenas nessa dimensão (e possivelmente, na Linha do Tempo 2).

### Linha do Tempo 4
Essa é a linha do tempo original do Trunks visto durante a Saga Cell. Ele retorna para o seu mundo e agora com seu poder aumentado após o treinamento na Sala do Tempo (após os acontecimentos da Linha Temporal 3), elimina definitivamente os Androides 17 e 18 de sua época. Algum tempo depois, o Cell da dimensão desse Trunks, também aparece querendo roubar sua máquina do tempo. Como Trunks já conhecia a história de Cell (que se se encontrava em sua primeira forma), o destrói facilmente. Com isso, o futuro dessa dimensão (que seria o mesmo da Linha do Tempo 1) também sofre alterações. Trunks passa a viver em paz, com sua mãe Bulma, até a fase de Dragon Ball Super.

Trunks realizando a Dança Metamoru ao lado de Goten.

## Trunks do Presente
A segunda versão de Trunks aparece pela primeira vez como um bebê, durante a Saga Cell. Treinou com Vegeta durante a infância, alcançando assim o nível de Super Saiyajin. Tanto Vegeta como Goku se surpreendem com o poder dele e de Goten, o segundo filho de Goku, já que ambos conseguem se transformar em Super Saiyajin.
Aos oito anos de idade, Trunks participa do Torneio Infantil de Artes Marciais, onde ganha de Son Goten. Goten é seu melhor amigo e rival de infância, embora Trunks seja mais forte e mais velho do que ele, como é mais tarde apontado por Goku. Em seguida, na amistosa luta, pelo primeiro lugar, vence Mr. Satan facilmente. Ao encerrar a disputa da categoria infantil, Trunks e Goten se disfarçam, para poderem participar do campeonato dos adultos. Quando menos esperavam, os dois garotos souberam que estavam para substituir Goku, Gohan e Vegeta, que foram atrás dos capangas de Babidi. Pela família de Kuririn estava a N.º 18, então adversária de Goten e Trunks. Numa luta equilibrada enfrentam a N.º 18, que após lançar um Kienzan, faz com que os garotos se atrapalhem e assim revela o disfarce dos meninos. Ao serem claramente vistos pelos espectadores e pelo arbitro e narrador do torneio, ambos foram desclassificados. Mais tarde, Trunks e Goten ficam sabendo da chegada de Majin Boo e tentam ajudar Vegeta, porém, ele não permite e após deixar os meninos inconscientes, pede para Piccolo retirá-los do local de combate e sacrifica sua vida. Antes de morrer, Vegeta abraça Trunks, um ato de amor que nunca havia demonstrado antes.
Majin Boo passa a destruir o mundo, saindo à procura de Piccolo, Trunks e Goten. Goku resolve ensinar a técnica da fusão aos dois garotos, para que eles se fundissem e se transformassem um Super Guerreiro. Após voltar ao Outro Mundo, Goku deixou Piccolo treinando Trunks e Goten. Após um duro treinamento eles finalmente conseguiram realizar a fusão e assim nasceu Gotenks (ゴテンクス, Gotenkusu). Logo, Majin Boo (que havia se dividido em dois, com sua parte maligna sendo dominante) partiu para o templo de Kami Sama, após assassinar todos os humanos da Terra. Piccolo levou o Super Boo para enfrentar Gotenks na Sala do Tempo, mas o vilão conseguiu escapar de lá. Com a transformação do Super Gotenks, o Gotenks Super Saiyajin 3, eles conseguem sair de lá e encontram Boo, que havia matado todos os outros que estavam no templo. Uma nova batalha se inicia e mesmo tendo poder para vencer Boo, Gotenks confia demais e acaba sendo absorvido pelo demônio. Posteriormente, Goku e Vegeta entram no corpo de Boo e salvam os garotos, além de Piccolo e Gohan, mas todos eles morrem quando Boo destrói a Terra. No final, Trunks e os outros são ressuscitados e dão suas energias para Goku exterminar Boo e salvar o Universo. Dez anos depois, Trunks participa do novo Torneio de Artes Marciais onde conhece Pan, a filha de Gohan e Videl e Oob, a reencarnação de Boo, que Goku passou a treinar no fim da Saga Z.

## Dragon Ball GT
Em Dragon Ball GT, Trunks se tornou o presidente da Corporação Cápsula, mas não levava o trabalho tão à sério. Ele viaja pelo Universo ao lado de Goku e Pan, em busca das esferas do dragão negras. Eles têm muitos encontros estranhos e conhecem muitos personagens incomuns, incluindo o robô chamado Gill, que agiria como o Radar do Dragão da equipe. Trunks presencia a batalha contra Baby, Super 17 e Li Shenlong. Ao contrario de vários personagens de Dragon Ball Z, Trunks não é deixado de lado durante a série GT, embora não vencesse nenhum inimigo significativo durante essa série. O destaque de Dragon Ball GT foi todo para Goku.

## Dragon Ball Super
Anos mais tarde, o Trunks do Futuro encontra um novo inimigo conhecido como Goku Black e acaba sendo forçado a recuar para a época atual. Ele é mostrado sendo capaz de alcançar o nível de Super Saiyajin 2. Babidi e Dabura aparecem para despertar Majin Boo, mas são impedidos e mortos por Trunks, que recebera auxílio do Kaioshin do Leste. Durante a luta de Goku e Goku Black, a máquina do tempo de Trunks é destruída, deixando-o preso na era atual. Depois de uma reunião com Gohan, que ele vê contente em ser um homem de família na presença de sua esposa Videl e filha Pan, Trunks torna-se encorajado a derrotar o Goku Black para que as pessoas de sua própria linha de tempo possam ter alguma esperança. Ele também se surpreende quando encontra com a Androide 18, que está agora casada com Kuririn. Trunks, em seguida, recebe o treinamento de Vegeta, prometendo superar tanto seu pai como o Goku Black. Trunks, em seguida, viaja para o futuro com a máquina do tempo roubada por Cell para combater Goku Black (que é mais tarde revelado como Zamasu, um Kaiō-shin do Universo 10, que dominou o corpo do Goku de um cronograma diferente, como parte de seu plano para alcançar a imortalidade e acabar com todos os mortais).
Depois de sua derrota, Trunks se cura no passado e retorna para uma revanche. Durante a luta, Trunks fica furioso com Goku Black, culpando-o por tudo o que aconteceu por causa do uso da máquina do tempo, e transforma-se em uma forma desconhecida de Super Saiyajin, o Super Sayajin Rage. Depois de inúmeras lutas, incluindo Goku Black e Zamasu fundidos com os brincos Potara, Trunks reúne a energia de toda a vida restante no planeta em sua espada e corta a Fusão Zamasu pela metade, matando-o. Apesar de perder seu corpo, a essência de Zamasu começa a envolver todo o universo. Com isso, essa linha do tempo acaba sendo destruída. Trunks e os outros recuam para o passado. Goku mais tarde convida Trunks para trazerem o Zen-Oh do Futuro. Os dois vão para o passado, com Trunks e Mai se despedindo e retornando depois, para um futuro onde Zamasu não planejou seus planos e onde ainda existiam outras versões de Mai, Trunks, Bulma e dos amigos que foram mortos por Zamasu no universo original de Trunks.

## Aparência
Trunks tem um cabelo semelhante ao de sua mãe (era de cor lilás nas fases Z e GT, mas passou a ser azul assim como o de Bulma em Dragon Ball Super), e sua cor dos olhos (azul), embora o formato deles seja mais parecido com os olhos de seu pai Vegeta como sua herança paterna. Ele também herdou o tom de pele e as características faciais de seu pai, com Bulma, Kuririn e Goku apontando a semelhança de Trunks para Vegeta em várias ocasiões. Quando Trunks se torna um Super Saiyajin, seu cabelo fica amarelo e os olhos verdes. O interessante é que quando o Trunks do presente se transforma em Super Saiyajin, seu cabelo aparece de várias formas, dependendo da forma de como estivesse penteado. Como ele é mestiço de Saiyajin, seu cabelo pode crescer até os ombros, como visto na Saga Cell.
O Trunks do Futuro usa uma calça cinza escuro, com botas e cinto, ambos de couro, uma camiseta preta e uma jaqueta azul. Está quase sempre com sua espada nas costas. Com o passar da Saga Cell, Trunks do Futuro começa a usar a mesma roupa de seu pai. No entanto, em Dragon Ball Super, o design de Trunks era diferente de sua aparência no mangá e anime da fase Z, onde vestia um traje semelhante ao que ele viajou para o passado, que é uma jaqueta de cor azul com o logotipo da Corporação Cápsula na manga esquerda (embora sem o nome do logotipo), um lenço vermelho, calça preta e larga e botas verde-oliva. A jaqueta e as calças tinha, dois rasgos pequenos nas extremidades esquerdas e ele também ganha uma nova espada.
O Trunks do Presente usa um kimono verde escuro, uma faixa laranja, munhequeiras laranjas, e as mesmas botas de couro que Trunks do Futuro usa. Quando cresce, usa a mesma calça e botas do Trunks do Futuro, mas usa uma camiseta azul marinho de mangas compridas e uma jaqueta de couro sem mangas. Trunks, com exceção de sua irmã Bra, é o único Saiyajin de toda a série que não tem cabelo preto ou castanho.

## Personalidade
Trunks do Presente como uma criança durante a Saga Majin Boo se mostra bastante arrogante e mesquinho, bem como travesso, provavelmente devido ao fato de ter crescido com seu pai Vegeta e ter vivido em paz, enquanto Trunks do Futuro cresceu sem Vegeta e em um mundo apocalíptico. Este é educado e bondoso, porém impiedoso com os inimigos. Trunks do Presente em primeiro lugar também tem a sua dúvida sobre Goku, a quem ele acredita que originalmente não é tão forte quanto seu pai. Mais tarde, Trunks ganha mais respeito por Goku depois de ver seu Super Saiyajin 3 em ação. Apesar disso, Trunks do Presente ainda conserva uma doce infância.

## Habilidades
Trunks possui várias habilidades, incluindo força sobre-humana, velocidade e explosões de energia que podem ser utilizadas pelo uso de seu ki. Alguns de seus ataques principais são o Ataque Ardente (バーニングアタック, Bāningu Atakku ?), o Super Canhão Buster (スーパーバスターキャノン, Supa Basutā Kyanon ?) e o Galick Gun(ギャリック砲?), técnica herdada do seu pai Vegeta. É também um excelente espadachim e possuí uma longa espada que mantém em uma bainha montada em suas costas.
Assim como maioria dos personagens de Dragon Ball, Trunks também consegue utilizar a Técnica de Voar (舞 空 術, Bukū-jutsu) a qual lhe permite a capacidade de vôo. No entanto, Trunks não confia apenas nesta técnica como seu único meio de transporte já que ele também pode ser visto pilotando vários aviões, foguetes e carros fabricados pela empresa de sua família, incluindo a máquina do tempo que lhe permitiu visitar Goku no passado.

## Transformações
- Super Saiyajin - Ambas as versões de Trunks têm acesso à transformação de Super Saiyajin, embora sua realização dessa forma difira entre eles. No mangá, não é mostrado quando o Trunks do Futuro tinha conseguido se transformar, mas entende-se que teria sido no início de sua adolescência.[23] Já no anime, especificamente no filme Gohan e Trunks: Os Guerreiros do Futuro, ele se transforma em Super Sayajin pela primeira vez após ver Gohan assassinado pelos Androides. Já o pequeno Trunks do Presente seria mostrado tendo essa capacidade desde seus oito anos.[24] Nesta forma o cabelo fica espetado e dourado, as íris ficam verdes e pupilas somem, os músculos aumentam pouca coisa, e uma aura amarela espetada fluente para cima surge.
- Ultra Super Sayajin - O Trunks do Futuro se transforma nessa forma, após seu treinamento intensivo na forma de Super Sayajin na Sala do Tempo. Nesta forma, o cabelo se torna mais espetado, os músculos aumentam grandemente e a aura fica mais densa. Talvez o Trunks do Presente possa se transformar nessa forma, após seu rápido treinamento com Goten, quando enfrentavam Majin Boo na Sala do Tempo, embora não seja confirmado.
- Ultra Super Sayajin 2 - Apenas o Trunks do Futuro se transforma nessa forma, após seu treinamento intensivo na forma de Ultra Super Sayajin. Nesta forma o cabelo fica mais espetado, as pupilas e íris somem, os músculos aumentam exageradamente, e a aura fica densa. Ele é chamado nessa forma de Super Trunks. Infelizmente, esta forma apesar de aumentar consideravelmente o seu ki, acaba diminuindo consideravelmente a sua velocidade por causa da força adicional, resultando em Trunks abandonar essa transformação após sua luta inicial com Cell.[25]
- Super Sayajin 2 - O Trunks do Futuro se transforma nessa forma, após sua luta contra Dabura no futuro. Ele havia continuado a treinar após os eventos da Saga Cell e assim alcançou tal nível. Nesta forma o cabelo levanta e os músculos aumentam, além de surgirem raios ao redor de sua aura.
- Super Sayajin Rage - Trunks se transforma após Zamasu lhe acusar de varias desgraças. Nesta forma o cabelo é idêntico ao do Super Sayajin, os olhos ficam brancos, os músculos aumentam pouca coisa, e a aura fica densa com as cores azul e amarela, o poder de luta aumenta de forma desconhecida.
- Gotenks - Através da Fusão Metamoru (técnica ensinada por Goku e repassada para Piccolo) o Trunks do Presente e Goten se unem dando origem ao poderoso Gotenks.[26][27] Este é um super-guerreiro capaz de usar uma variedade de ataques os quais ele batizava como nomes bem-humorados como o Galactic Donut (ギャラクティカドーナツ, Gyarakutuka Dōnatsu ?) e o Ataque Kamikaze dos Super Fantasmas (極度の幻影のカミカゼの攻撃, Supā Gosuto Kamikaze Attack). Gotenks também pode alcançar a forma de Super Saiyan 3 com facilidade, um feito que seria muito difícil até mesmo para Goku conseguir e manter. Esta fusão dura meia hora.[28]

## Dubladores
Na versão original japonesa de todas as séries em animes de Dragon Ball Z, Dragon Ball GT, Dragon Ball Kai e Dragon Ball Super, além de todos os outros meios, Trunks foi dublado por Takeshi Kusao. Akira Toriyama afirmou que era difícil encontrar uma voz para o pequeno Trunks do Presente. O produtor da Toei Animation e o departamento editorial discutiram que, talvez, seria melhor se mudassem para um ator de voz diferente na versão infantil. Naquela época, o anime ainda estava em exibição e Toriyama não sabia como a história do mangá terminaria. O Trunks criança teria crescido e a história continuou após o período em que o Trunks adolescente voltou para o futuro. Nesse caso, eles achavam que se o dublador tivesse sido alterado, teria soado estranho. Eventualmente, Kusao acabou interpretando a versão do Trunks criança também e, depois de ouvi-lo algumas vezes, Toriyama sentiu que tinha feito a escolha certa. Entretanto, os gritos dados por Trunks durante o torneio infantil foram feitos por Hiromi Tsuru em um papel não-creditado.
No Brasil, na fase Z, o Trunks do Futuro foi dublado por Marcelo Campos. Diego Marques dublou o pequeno Trunks do Presente. Já a versão adulta que aparece no fim de Dragon Ball Z e em Dragon Ball GT, voltou a ser feita por Marcelo Campos. Em Dragon Ball Kai, Trunks foi dublado por Ricardo Teles. Vyni Takahashi dublou o personagem no filme Dragon Ball Z: A Batalha dos Deuses. Na fase Super Marina Santana dublou o Trunks do Presente, bem como Marcelo Campos retornou para dublar o Trunks do Futuro. Em Portugal, Trunks foi dublado por Henrique Feist.

## Aparições em outras mídias
Trunks apareceu na maioria dos videogames relacionados à Dragon Ball. Ele também apareceu em outros jogos como Jump Super Stars, sua sequência Jump Ultimate Stars e Battle Stadium D.O.N. No jogo Dragon Ball Z: Shin Budokai, Trunks entra em uma nova batalha com Majin Boo em sua linha do tempo do futuro. Em 1992, Trunks apareceu no jogo interativo Dragon Ball Z: Get Together! Goku World. Trunks também é destaque no MMORPG Dragon Ball Online, onde ele é conhecido como Time Patrol Trunks. Trunks desempenha um papel importante no enredo de Dragon Ball Xenoverse, ajudando o jogador a corrigir as mudanças na linha do tempo de Dragon Ball causada pelas manipulações de Towa e Mira e luta com o jogador no clímax do jogo ao lado do principal antagonista do jogo, Demigra, depois de se tornar possuído por ele. Depois que é derrotado, Trunks retorna ao normal e intervém quando Demigra tenta assumir o controle do jogador.
No crossover de Dragon Ball e One Piece do mangá Cross Epoch, Trunks é um membro da tripulação pirata do capitão Vegeta. Trunks também fez uma aparição em 2004 na Fuji TV em um recurso interativo da Kyūtai Panic Adventure Returns!, onde ele e outros seis personagens de Dragon Ball entregaram as Esferas do Dragão para restaurar a cidade de Odaiba.
Trunks também foi destaque em sua própria marca de refrigerantes chamada Trunks Cola.
Trunks também é um cantor de trap brasileiro, que teve seu nome inspirado no personagem criado por Toriyama.

## Recepção
O Trunks do Futuro sempre recebeu elogios da crítica. O Trunks do Presente recebeu críticas mais ou menos positivas. Ao rever o filme Gohan e Trunks: Guerreiros do Futuro, que foi adaptado a partir do especial do mangá A História de Trunks: O Último Guerreiro, Bobby Cooper elogiou o roteiro, dizendo que "explicava perfeitamente a origem de Trunks e a motivação para se tornar um lutador." Da mesma forma, Chris Shepard da Anime News Network também apreciou a história e sentiu que Trunks era um personagem compreensível que "era realmente capaz de se simpatizar durante suas batalhas". Em um artigo de IGN sobre Dragon Ball GT, o personagem de Trunks foi criticado como sendo um "pateta". A luta final de Trunks contra o vilão Zamasu de Dragon Ball Super ganhou elogios por Sam Leach do Anime News Network. No entanto, ele também chamou de "brega" a forma como Trunks recebe a energia de todos os seus aliados, a fim de enfrentar seu inimigo.
Trunks é um personagem muito popular na série, ficando em terceiro lugar nas votações de popularidade dos personagens de Dragon Ball de 1993 e 1995 votadas pelos leitores da Weekly Shonen Jump. Em 2004, os fãs da série votaram nele como o quarto personagem mais popular numa pesquisa do livro Dragon Ball Forever. Trunks apareceu em várias pesquisas do Anime Grand Prix, ficando em quinto lugar na categoria de "melhor personagem masculino" na pesquisa de 1992, novamente em quinto na pesquisa de 1993 e em décimo nono na pesquisa de 1994. Jian DeLeon da revista Complex nomeou-o como o décimo terceiro em uma lista dos 25 personagens mais elegantes em um Anime.
O seiyū de Trunks, Takeshi Kusao, citou Trunks como seu personagem favorito de Dragon Ball. Ele também afirmou em uma entrevista que estava hesitante quando foi escolhido para fazer a voz dele. Kusao observou que a primeira aparição de Trunks teve um impacto incrível e deixou uma grande impressão nele, referindo-se à sua luta com Freeza, em que ele derrotou facilmente o ser mais forte do universo.
O escritor de mangá Tite Kubo afirmou que, até hoje, nenhuma cena de luta chocou-lhe mais do que a primeira aparição de Trunks.